# 장연 문씨
장연 문씨(長淵文氏)는 황해남도 장연군을 본관으로 하는 한국의 성씨이다.

## 역사
도시조 문인위(文仁渭)가 1009년(고려 현종 즉위년) 공부상서(工部尙書)가 되고, 1011년 우복야(右僕射)를 거쳐 참지정사(參知政事)가 되었으며, 1019년 상서좌복야(尙書左僕射)에 이르렀다.
시조 문정(文正)은 고려 문종 초 문과에 급제한 후 1093년(선종 10년)에 문하시중(門下侍中)에 이르렀다. 시호는 정헌(貞獻)이며, 선종의 묘정에 배향되었다.

## 인구
장연 문씨는 2015년 대한민국 통계청 인구 조사에서 51명으로 조사되었다.

## 참고 자료
- “장연문씨(長淵文氏)”. 뿌리를 찾아서.[깨진 링크(과거 내용 찾기)]